# Antitrinitarisme
L'antitrinitarisme és una forma de cristianisme que rebutja la doctrina cristiana principal de la Trinitat: la creença que Déu és tres persones diferents que són coeternes, coiguals i indivisiblement unides en un ésser o essència (de la grega ousia). Alguns grups religiosos sorgits durant la reforma Protestant han estat coneguts històricament com a antitrinitaris.
Segons les esglésies que tenen en compte les decisions dels concilis ecumènics, el trinitarisme es va declarar definitivament com a doctrina cristiana als concilis ecumènics del segle IV, la del Primer Concili de Nicea (325), que va declarar la divinitat plena del Fill i el Primer Concili de Constantinoble (381), que declarava la divinitat de l'Esperit Sant.
En termes de nombre de seguidors, les confessions no trinitàries comprenen una petita minoria de cristians moderns. Les més grans confessions cristianes no trinitàries són l'Església de Jesucrist dels Sants dels Darrers Dies, els Pentecostals de la unitat, els Testimonis de Jehovà, Església la llum del món i l'Església ni Crist, tot i que hi ha altres grups més petits, inclosos els Cristadelfs, l’ Església de l'esperança benaurada, Ciència Cristiana, Associació d'Estudiants de la Bíblia, L'Aurora, Església viva de Déu, Assemblees de Jahvé, Església israelita de Déu en Jesucrist, membres de l’Església de Déu Internacional, Unitarisme, cristians universalistes unitaris, The Way International, The Church of God International i l’Església Unida de Déu.
Les opinions no trinitàries difereixen àmpliament sobre la naturalesa de Déu, Jesús i l'Esperit Sant. Diverses filosofies no trinitàries, com l'adopcionisme, el monarquianisme i el subordinacionisme, existien abans de l'establiment de la doctrina de la Trinitat els anys 325, 381 i 431 dC, als Consells de Nicea, Constantinoble i Efes. L'antitrinitarisme fou renovat més tard pels càtars als segles XI al XIII, en el moviment unitari durant la reforma protestant, a l’ època de la Il·lustració del segle xviii, i en alguns grups sorgits durant el segon gran despertar del segle xix.